# Danny Shittu
Daniel Olusola "Danny" Shittu (Lagos, 2 de setembro de 1980) é um futebolista nigeriano. Atua como defensor.

## Carreira
Shittu sempre defendeu clubes ingleses durante sua carreira: começou em 2000, no Charlton, jogando em seguida por Blackpool, QPR e Watford e Bolton. Atualmente ele atua no Millwall Football Club.

## Seleção
Shittu estreou na Seleção Nigeriana em 2002, mas não foi convocado para a Copa do Mundo daquele ano. A partir daí, é peça-chave na defesa das Super Águias.

## Títulos
Nigéria
- Campeonato Africano das Nações: 2010 3º Lugar.